# قيادة الأسد الحارس
الأسد الحارس (بالإنجليزية: The Lion Guard)‏ هو مسلسل كرتون من إنتاج ديزني مقتبس من الفيلم الأسد الحارس: عودة الزئير التابع لسلسلة أفلام الأسد الملك.
أحداث المسلسل حول كيون الشبل، ابن سيمبا ونالا، والأخ الأصغر لكيارا، الذي يخوض مغامرات في حشائش أفريقيا مع عدد من أصدقائه الحيوانات الأخرى، وهم بونغا(غرير العسل) وبيشتي (فرس النهر) وفولي (فهد) وأونو (البلشون الأبيض). ويُواجه تهديدات من عشيرة الضباع. عرضت الحلقة الأولى في 15 يناير عام 2016.

## روابط خارجية
- قيادة الأسد الحارس على موقع IMDb (الإنجليزية)
- قيادة الأسد الحارس على موقع فيلمافينيتي (الإسبانية)
- قيادة الأسد الحارس على موقع كينوبويسك (الروسية)
- قيادة الأسد الحارس على موقع ألو سيني (الفرنسية)
- قيادة الأسد الحارس على موقع قاعدة بيانات الفيلم (الإنجليزية)